# 内閣府 (イギリス)
内閣府（ないかくふ、英語: Cabinet Office）は、イギリスの行政機関のひとつ。首相および内閣を補佐することを任務としている。内閣委員会を支援して、他の省庁を通じた政府目標の伝達を調整する様々な部門から構成される。2021年12月時点で職員数は10,200人を超え、その多くがホワイトホールで勤務している。首相官邸で働く職員は内閣府の一部である。

## 任務
内閣府の中核的な機能は次のとおり:
- 政府目標を明確にして伝達し、政治および憲法の改革を実施し、公共サービスの改善、社会的な疎外、第三セクターなどの特定の省庁横断的な優先課題を中心から推進するために首相を補佐すること。
- 複数の省庁にまたがる政策および運営の一貫性、質および伝達を推進するために内閣を補佐すること。
- 公務員が効果的かつ効率的に組織され、技能、価値観およびリーダーシップの点で、全納税者に対して納税額に見合う価値を確かにすることを含め、政府の目標を伝達するための能力を持つことを確実にするために内国公務員を強化すること。これはまた大蔵省と協働して効率性を推進し、公共部門を横断して改革することを含む。

その他の諸機能はクラウン商業サービスの監督とソーシャル・インパクト・コントラクター (Social Impact Contractor) の認可を含む。

## 歴史
初代内閣官房長サー・モーリス・ハンキーの下、大英帝国防衛委員会の官房を前身として、1916年12月に設置された。
伝統的には内閣府の役割の中で最も重要な部分を占めていたのは、閣僚級委員会の運営と支援を通して、内閣による集団的意思決定を促進することであった。これは依然として内閣府の最も重要な役割であるが、1981年に公務員省 (Civil Service Department) の機能の一部が吸収・編入されてからは、ホワイトホール中で広範囲にわたる内閣の優先課題が進められることを確実にするのを促進するようになった。
内閣府は他の省庁では据わりが悪い雑多な部門も含む。以下のような例が挙げられる:
- 大英帝国防衛委員会の一部として、正史にかかわる歴史部門 (The Historical Section) が1906年に設立された[5]。
- 1936年に合同情報委員会が設立され、1957年に内閣府に編入された。同委員会は諜報活動を取り扱い、英国の諸々の国家情報機関を指揮・監督する。
- 1937年に儀式支局 (The Ceremonial Branch) が設立され、1981年に内閣府に編入された。同支局はもともと国家の全ての儀式的行事にかかわっていたが、今日では栄典および任命を担当する。

現代では内閣府はしばしば時の政権の優先課題である政策分野の責任を引き受ける。これらの分野を管理する部門は政府の優先課題の変化に応じて内閣府に出入りする。